# Florinda (comtesse)

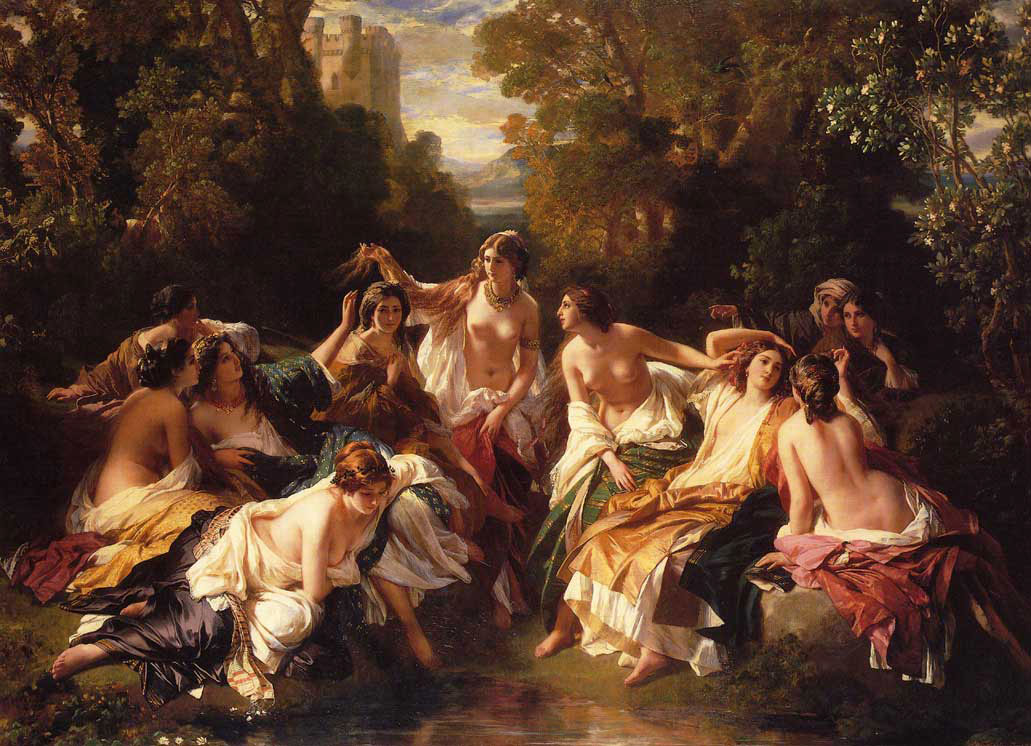
Florinda (1853), toile fantaisiste de Franz Xaver Winterhalter. Florinda et d'autres femmes se baignent dans un jardin.

Florinda était une comtesse ou princesse du VIIIe siècle, fille de Yulyan, gouverneur berbère masmoudien de Ceuta, l'un des derniers bastions chrétiens d'Afrique du Nord. Elle fut envoyée à Tolède où elle fut admise au palais du roi Rodéric.

## Biographie
Selon certains récits, Tariq ibn Ziyad aurait été aidé par Yulyan pour venger l’honneur de sa fille Florinda déshonorée par le roi wisigoth Rodéric,, qui, à la suite de cet évènement, dut payer le prix du viol de Florinda : le comte ouvrit les portes des Espagnes aux Maures.
Florinda fut surnommée la Cava, qui signifie prostituée, probablement par les ennemis de son père.
Ibn ʿAbd al-Ḥakam, historien égyptien de la conquête arabe, relate un siècle et demi plus tard que Julien avait envoyé sa fille Florinda à la cour wisigothique de Tolède pour son éducation (et sans doute comme gage de loyauté) et que Rodéric l'avait rendue enceinte. Des ballades et chroniques plus tardives amplifient l'importance de ce fait et lui attribuent l'hostilité de Julien. Mais des raisons politiques peuvent avoir joué un plus grand rôle. Il envoya dire à Tariq « Je t'enlèverai al-Andalus. ».
L'auteur de la Chronique populaire et verbale de dos hermanas, aurait entendu et écrit lui-même, dans les mêmes termes, le récit de Florinda, selon lequel lorsqu'elle fut déshonorée, elle envoya au comte absent une lettre, en larmes, dans laquelle elle aurait écrit : « Mon père, votre honneur et le mien sont souillés. Il eut mieux valu pour vous et pour moi que vous m'eussiez tuée au lieu de m'envoyer ici. Vengez-vous, et vengez-moi. ». À la suite de la lecture de cette lettre, le comte Julien aurait juré sur la croix de son épée de tirer du roi une telle vengeance, qu'elle éclaterait comme nulle autre et serait proportionnelle à l'offense. Il aurait, après cela, fait un traité avec les Maures, et leur livra Tarifa et Algésiras.
Selon certains auteurs, l'histoire tournant autour de Florinda ne serait rien de plus qu'une croyance populaire, un conte ou une légende, mais d'autres estiment qu'elle présente sans doute une part de vérité, dissimulée par la charge littéraire et dramatique de l'épisode.